# МиГ-9
Под називом МиГ-9 постојала су два авиона:

Први је био модификација ловачког авиона МиГ-3 са уграђеним радијалним мотором М-82А и нешто промењеним димензијама који је први пут полетео 1941. године а други је авион на млазни погон, који је први пут полетео 1946. године о коме је у овом чланку реч.
МиГ-9 (рус. Микоян и Гуревич МиГ-9) је био совјетски ловачки авион из периода непосредно послије Другог свјетског рата. Заједно са Јак-15, био је први у новој генерацији млазних ловаца СССР. Конструисан је у пројектном бироу Артјома Микојана и Михаила Гурјевича.

## Развој
Са освајањем производње копија њемачких млазних мотора, конструкторски биро Микојана и Гурјевича је почео са пројектовањем прототипа И-300. То је био један од првих совјетских авиона са ламинарним аеропрофилом крила и први са трицикл стајним трапом који је ушао у наоружање ВВС (Совјетско ратно ваздухопловство). Имао је 2 млазна мотора изведена од њемачких BMW-003, монтирана у трупу један до другог. Граничник усисника је носио топ од 37 mm.
Први лет прототипа је изведен 24. априла 1946. године, а авион је ушао у серијску производњу крајем 1946. Произведено је укупно 598 серијских авиона.

## Употреба
Због исхитреног развоја уочен је читав низ проблема. При опаљењу централног топа је долазило до увода барутних гасова у усисник мотора, што није добро утицало на моторе и пилота. Постојали су проблеми и са моторима, стабилношћу при великим брзинама и низ других. 
Авион је углавном због тога био намијењен за нападе на земаљске циљеве.

## Карактеристике
Врста авиона: ловачки авион
- Посада: један
- Први лет прототипа: 24. април 1946.
- Уведен у употребу: 1947.
- Крај употребе:
- Конструктор: конструкциони биро Микојан и Гурјевич

Димензије
- Дужина: 9.75
- Распон крила: 10
- Висина:
- Површина крила: 18.2 m²
- Аеропрофил крила:

Масе
- Празан: 3540
- Оптерећен:
- Највећа полетна маса: 5500

Погонска група
- Мотори: два млазна Колесов РД-20 (изведени од BMW-003), сваки са по 7800 N потиска
- Однос потисак/тежина:

## Летне особине
- Највећа брзина: 910
- Крстарећа брзина:
- Радијус дејства: 1100
- Највећи долет:
- Оперативни врхунац лета: 13000
- Брзина пењања:

## Наоружање
- Стрељачко: Један топ НС-37 калибра 37 mm, два топа НС-23 калибра 23
- Бомбе: